# Carl Seiler (Maler)

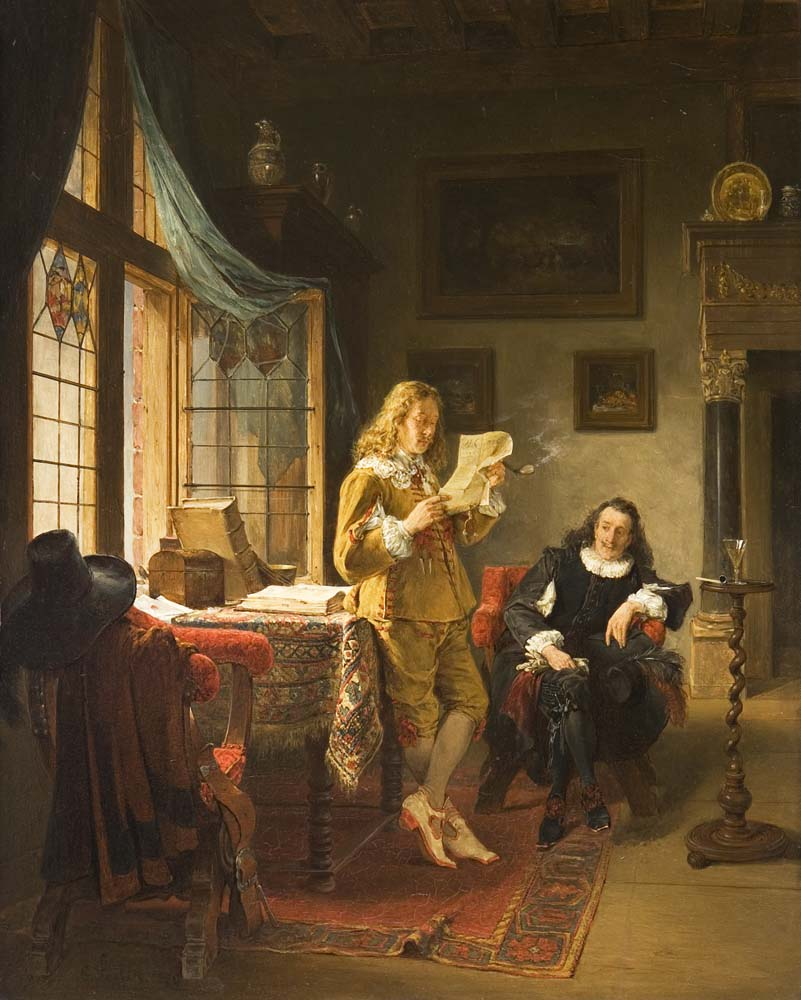
Die Vorlesung

Carl Wilhelm Anton Seiler (* 3. August 1846 in Wiesbaden; † 26. Februar 1921 in München) war ein deutscher Genremaler.

## Leben

Russische Kapelle bei Wiesbaden, Zeichnung aus dem Skizzenbuch vom 3. Oktober 1862, Bleistift auf Papier, Privatsammlung Wiesbaden

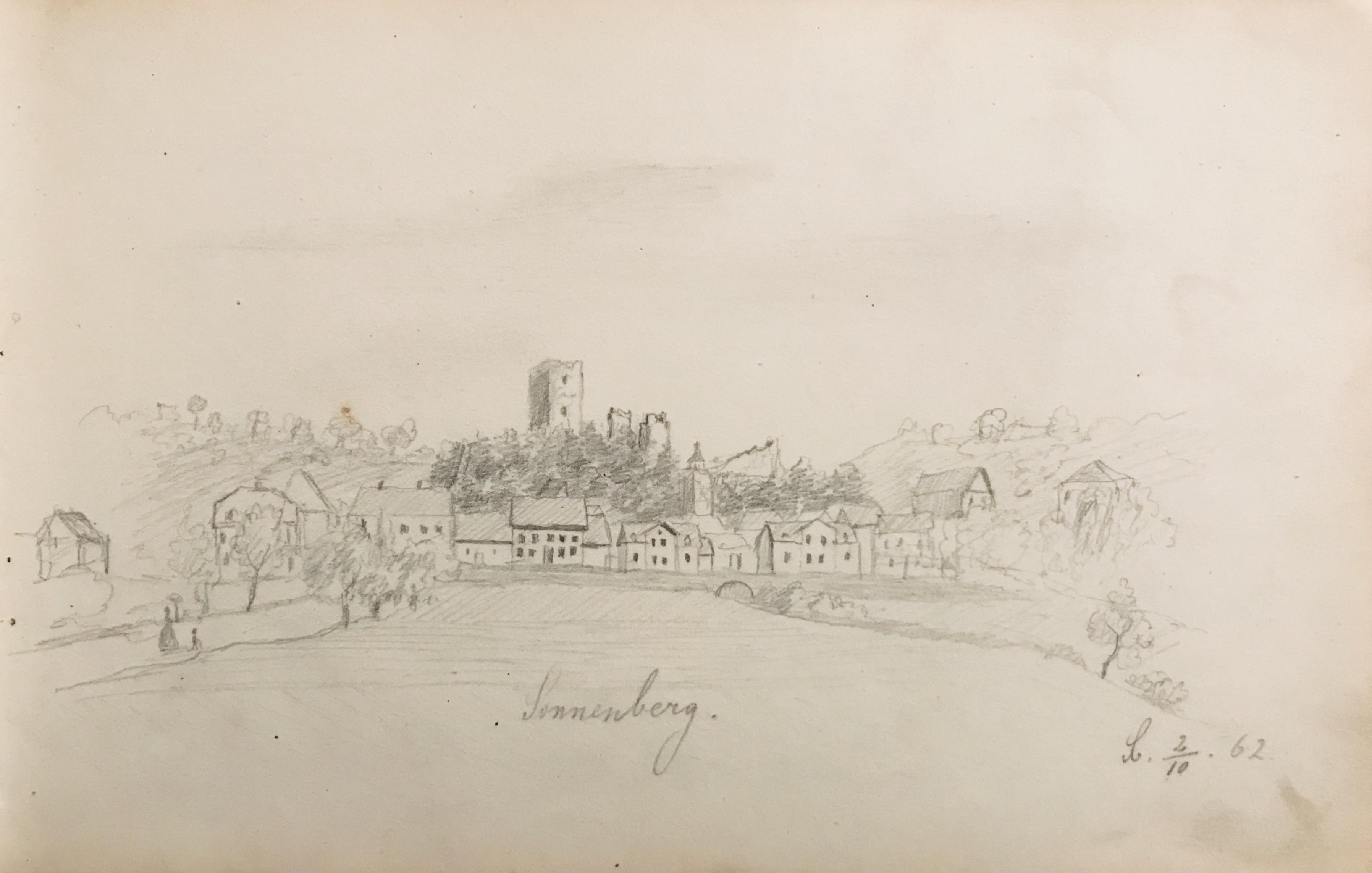
Sonnenberg, Zeichnung aus dem Skizzenbuch vom 2. Oktober 1862, Bleistift auf Papier, Privatsammlung Wiesbaden

Seiler war der Sohn eines Metzgers. Er studierte Malerei an der Königlich Preußischen Akademie der Künste in Berlin und schrieb er sich am 20. Oktober 1866 an der Akademie der Bildenden Künste München bei Karl Raupp ein. 1895 wurde er zum Mitglied der Berliner Akademie gewählt und war spätestens ab 1897 Königlicher Professor in München. Seiler malte im Stile der niederländischen Genremaler des 17. und 18. Jahrhunderts. In den 1890er Jahren stellte er seine Werke im Münchener Glaspalast aus. Für seine Werke wurde er auf dem Pariser Salon des Artistes Indépendants 1903 mit einem Ehrenpreis ausgezeichnet. Nach seinem Tod wurden Werke aus seinem Privatbesitz bei Hugo Helbing in München versteigert.